# Gossia salomonensis
Gossia salomonensis är en myrtenväxtart som först beskrevs av Andrew John Scott, och fick sitt nu gällande namn av Neil Snow. Gossia salomonensis ingår i släktet Gossia och familjen myrtenväxter. Inga underarter finns listade i Catalogue of Life.